# مگس‌گیر آبی سینه‌حنایی
مگس‌گیر آبی سینه‌حنایی (نام علمی: Cyornis camarinensis) گونه‌ای از پرندگان تیرهٔ مگس‌گیران (Muscicapidae) و بومی فیلیپین است که در شبه‌جزیره بیکل و کاتاندوانه یافت می‌شود. زیستگاه طبیعی آن جنگل‌های جلگه‌ای نمناک استوایی است. در گذشته به عنوان زیرگونه‌ای از مگس‌گیر آبی سینه‌آبی (Cyornis herioti) در نظر گرفته می‌شد. این یکی از اسرارآمیزترین و کمتر دیده‌شده‌ترین گونه‌هاست که هیچ عکسی از هیچ پرنده زندهٔ آن وجود ندارد.
اقدامات حفاظتی پیشنهادشده برای ترسیم پراکنش واقعی این گونه و یادگیری بهتر دربارهٔ بوم‌شناسی آن است.